# Euthyone tincta
Euthyone tincta là một loài bướm đêm thuộc phân họ Arctiinae, họ Erebidae.